# SRR
SRR (англ. Serine racemase) – білок, який кодується однойменним геном, розташованим у людей на короткому плечі 17-ї хромосоми. Довжина поліпептидного ланцюга білка становить 340 амінокислот, а молекулярна маса — 36 566.
| 10         |  | 20         |  | 30         |  | 40         |  | 50         |
| ---------- |  | ---------- |  | ---------- |  | ---------- |  | ---------- |
| MCAQYCISFA |  | DVEKAHINIR |  | DSIHLTPVLT |  | SSILNQLTGR |  | NLFFKCELFQ |
| KTGSFKIRGA |  | LNAVRSLVPD |  | ALERKPKAVV |  | THSSGNHGQA |  | LTYAAKLEGI |
| PAYIVVPQTA |  | PDCKKLAIQA |  | YGASIVYCEP |  | SDESRENVAK |  | RVTEETEGIM |
| VHPNQEPAVI |  | AGQGTIALEV |  | LNQVPLVDAL |  | VVPVGGGGML |  | AGIAITVKAL |
| KPSVKVYAAE |  | PSNADDCYQS |  | KLKGKLMPNL |  | YPPETIADGV |  | KSSIGLNTWP |
| IIRDLVDDIF |  | TVTEDEIKCA |  | TQLVWERMKL |  | LIEPTAGVGV |  | AAVLSQHFQT |
| VSPEVKNICI |  | VLSGGNVDLT |  | SSITWVKQAE |  | RPASYQSVSV |  |            |

A: Аланін

C: Цистеїн

D: Аспарагінова кислота

E: Глутамінова кислота

F: Фенілаланін

G: Гліцин

H: Гістидин

I: Ізолейцин

K: Лізин

L: Лейцин

M: Метіонін

N: Аспарагін

P: Пролін

Q: Глутамін

R: Аргінін

S: Серин

T: Треонін

V: Валін

W: Триптофан

Кодований геном білок за функціями належить до ліаз, ізомераз. 
Білок має сайт для зв'язування з АТФ, нуклеотидами, іонами металів, іоном магнію, піридоксаль-фосфатом. 